# Ashrama
Ashrama (Devanagari: आश्रम, Sanskriet: ā-śrama) is het brahmaanse systeem van vier levensstijlen of -fases, de celibate leerling (brahmacarin), het gezinshoofd (grhastha), de woudkluizenaar (vanaprastha) en de wereldverzaker (samnyasin) of soms religieuze bedelaar (bhiksu). Samen met varna – het kastenstelsel – vormt dit de hoeksteen van dharma, het natuurlijke systeem dat de regels voor het menselijk gedrag bepaalt. Dit geheel wordt wel samengevat als varnashramadharma en is zo belangrijk dat dit wel wordt gezien als bijna het equivalent van hindoeïsme.
Het ashrama-systeem verenigde de oude brahmaanse offerreligie uit het westelijke Aryavarta met het streven naar een leven van ascese dat gebruikelijk was in het oostelijke Groter Magadha. Zo bracht het systeem een integrerende structuur waarbij de samenleving in stand werd gehouden door de verschillende levensstijlen te legitimeren.
Diegenen die buiten het ashrama-systeem vallen, zoals de weduwnaar en de snataka, de leerling die zijn studie voltooid heeft, maar nog geen gezinshoofd is, is anasramin.
De klassieke vorm van de ashrama's als vier opeenvolgende levensfases is een ideaaltype dat zich ontwikkelde gedurende de tijd. Van oorsprong waren de ashrama's echter niet opeenvolgende fases, maar waren het vier alternatieve levensstijlen die gekozen werden voor het leven op basis van een roeping.
Hoewel uit de normatieve teksten van de brahmanen het beeld naar voren komt dat deze verschillende levensvormen inderdaad zo gevolgd werden, is dit in ieder geval ten dele een ideaalbeeld. Zo is het twijfelachtig of volledige wereldverzaking wel mogelijk is in India. Het ideaalbeeld beïnvloedde echter de werkelijkheid, aangezien het heersers stimuleerde om brahmanen stukken land te geven waar zij zich terug konden trekken. Veelal hoorde hier een dorp bij dat vanaf dan de tribuut afdroeg aan de brahmaan in plaats van de heerser.:245-246

## Etymologie
Āśrama is afgeleid van de wortel √śram, dat naast āśrama ook de cognaat śrama kent.

### Śrama
De eerste betekenis van het werkwoord √śram is die van uitgeput raken, meestal op een negatieve manier, mogelijks zelfs met de dood tot gevolg. De tweede betekenis is die van werken, inspannen. Veelal wordt hierbij een positief resultaat of beloning verwacht. Op die manier wordt het veel met yajna (offers) in verband gebracht en daarmee ook met tapas (boetedoeningen) en arcana (lof). In de legende Shunahshepa wordt śrama geassocieerd met een zwervend bestaan weg van menselijke nederzettingen.

### Śramana
In boeddhistische en jaïnistische teksten wordt met śramana meestal een monnik aangeduid, vergelijkbaar met de brahmaanse brahmana. Monniken van alle religies worden dan ook wel aangeduid met het samengestelde woord sramana-brahmana. In vroege brahmaanse teksten lijkt dit onderscheid echter nog niet aanwezig.

### Āśrama
Āśrama kent twee betekenissen. Enerzijds staat het voor een verblijf voor heiligen (ashram), veelal vertaald als kluizenarij. De tweede betekenis is die van een heilige manier van leven.
Waarschijnlijk had ashrama aanvankelijk slechts betrekking op het gezinshoofd en dan ook nog in een beperkte zin, namelijk het verblijf of de levenswijze van die gezinshoofden die een heilig leven nastreefden,  brahmana's. Het werd geassocieerd met de zieners (rsi's), wat het de nodige statuur gaf. Later verschoof de betekenis naar alle gezinshoofden, om uiteindelijk voor het gehele systeem te gaan gelden.

## Ontwikkeling
De sruti – de geopenbaarde heilige geschriften, de Veda's – en de smriti – de door mensen gecomponeerde religieuze geschriften – vormen zoals bij alle religies een logischerwijze begrensde canon. Om deze canon toe te passen op de vrijwel onbegrensde mogelijkheden waar de menselijk cultuur door de tijd heen mee te maken krijgt, is hermeneutiek – de interpretatie van de canon – essentieel. Olivelle stelt dat het deze hermeneutiek is die het ashrama-systeem heeft doen ontstaan en ontwikkelen.
Het woord ashrama komt niet voor in de vedische Samhita's, Brahmana's en vroege Upanishads, al noemt het wel de eerste twee levensstijlen. Dat laatste betekent echter niet dat er toen ook al sprake was van een ashrama-systeem, dat zich waarschijnlijk pas in de vijfde tot vierde eeuw v.Chr. ontwikkelde in de originele vorm. Pas vier tot vijf eeuwen later had zich de klassieke versie gevormd.
De vroegste Veda's ontstonden in een pastorale samenleving die vooral leefde van de veeteelt. Deze semi-nomadische krijgersamenleving ontwikkelde zich gedurende de vedische periode tot een agrarische samenleving. In de vedische offerreligie stonden het offer (yajna) en het verkrijgen van zonen centraal en waren de enige mogelijkheid om de drievoudige schuld (rna-traya) in te lossen.

De ontwikkeling stond echter niet stil en er vormde zich naast de agrarische een stedelijke samenleving waarin de stratificatie en daarmee de ongelijkheid toenam. In andere samenleving ontstonden in gelijke omstandigheden religies die een rechtvaardigheid boden voor het lijden in het hiernamaals. De brahmanen konden hier maar een beperkt antwoord op vinden. Met deze urbanisatie en individualisering ontstond zo een mystieke tegenbeweging van wereldverzaking op zoek naar het innerlijk en verlossing van deze cyclus.

### Upanishads
De Upanishads brachten een belangrijke revolutie in religieus denken over wat er na de dood gebeurt. Vanaf deze tijd werden samsara, karma en moksa centrale begrippen in de Indische filosofie en religie. In de Mundaka Upanishad werden de vier Veda's zelfs neergezet als apara, de lagere vorm van de twee wijsheden tegenover para, de hogere wijsheid. De Upanishads verwierpen de Veda's niet zoals de niet-orthodoxe scholen daarna zouden doen, maar plaatsen deze wel op een duidelijk lager plan dan de wijsheid van het weten van Atman en Brahman.
In de Upanishads is verder te zien dat de ksatriya's een prominentere rol gaan spelen ten koste van de brahmana's. Dit bracht Deussen er toe om te stellen dat de nieuwe beweging in gang was gezet door ksatriya's. Olivelle stelt echter dat het waarschijnlijker is dat het de stadse brahmanen waren die de veranderingen in gang zetten en daarbij bescherming zochten bij koningen. Zij zouden ook aan de wieg hebben gestaan van het nieuwe ashrama-systeem dat ruimte gaf aan zowel de rituele als de spirituele benaderingen.
In verschillende Dharmasoetra's wordt gewaarschuwd tegen de slechte invloed van de stad en wordt brahmanen geadviseerd daar weg te blijven. Tegenover de conservatieve brahmanen uit de dorpen lijkt er echter sprake te zijn van stadse brahmanen die bijdragen aan een verschuiving van het rituele naar het spirituele. De verschuiving van het rituele naar het spirituele is ook terug te vinden in de ontwikkeling van de oermens Purusa uit de Rigveda naar het begrip purusa dat in de samkhya-school gelijk werd gesteld aan Atman. Bij het dualistische samkhya staat het geestelijke passieve purusa tegenover het stoffelijke actieve prakrti.
De groeiende weerstand tegen het brahmanisme met zijn rituelen en yajna's had onder meer tot gevolg dat er ruimte ontstond voor individualistischere religies als charvaka, het jaïnisme en het boeddhisme. Binnen de religie zelf werd echter ook naar vormen gezocht om om te gaan met de nieuwe realiteit. Dat betekende overigens niet dat er sprake was van een volledige overgang. Buiten de stedelijke gebieden waar de nieuwe onzekerheden geen rol speelden, bleef er behoefte aan de oude vormen. Dit kon spanningen veroorzaken tussen de stedelijke elite en de landelijke bevolking.

### Originele systeem
Met alle maatschappelijke veranderingen veranderde ook de status van het gezinshoofd, de grhastha. Nu verschoof de voorkeur naar een celibate levensstijl, wat niet zonder slag of stoot ging. Als reactie hierop ontstond het ashrama-systeem, waarbij de verschillende levensstijlen als gelijkwaardig worden gezien. De ontwikkeling van het systeem daarna werd door Vijnanesvara beschreven als een strijd tussen de hermeneutische strategieën badha, vikalpa en samuccaya. Deze strategieën kunnen gevolgd worden als bronnen elkaar tegenspreken, waarbij badha het op een na afwijzen van alle bronnen inhoudt, door aan te tonen dat de overige opties minder sterk zijn, of helemaal niet in de bronnen – in dit geval de Veda's en smriti – voorkomen. Bij vikalpa worden alle bronnen als gelijkwaardig gezien en mag eenieder zelf kiezen welke optie gekozen wordt. In het geval van samuccaya worden ook alle bronnen als gelijkwaardig gezien en worden ze ook alle drie gevolgd.
De vroegste geschriften die over het ashrama-systeem spreken, zijn de Dharmasoetra's van Gautama, Baudhayana, Apastamba en Vasistha. De eerste twee verwierpen het systeem echter en het is in deze verwerping (uttarapaksa) dat zij het systeem voor het eerst beschrijven (purvapaksa). De weerstand werd waarschijnlijk mede veroorzaakt door de verminderde status van de grhastha, wat inging tegen de tot dan heersende dharma. De positie van Gautama en Baudhayana werd door Vijnanesvara badha genoemd en dit conservatieve standpunt werd ondersteund met het argument dat alleen de grhastha nakomelingen kan krijgen waarmee een van de drievoudige schulden ingelost kan worden. De voorstanders stelden volgens Baudhayana onterecht dat de Taittiriya-Samhita met de vier paden die naar de goden leiden (devayana) al de vier ashrama's benoemt. In plaats daarvan zouden de vier paden de vier verschillende soorten offers zijn.
Vasistha accepteerde het systeem wel en met de nodige reserves leek ook Apastamba dit te doen, al wilde ook hij voorkomen dat de positie van de grhastha al te veel te lijden had. Apastamba gebruikte een gelijksoortige argumentatie als Gautama en Baudhayana, maar kwam tot de conclusie dat de vier ashrama's gelijkwaardig zijn. Vasistha schreef zo'n drie tot vier eeuwen na de andere drie en tegen die tijd was het systeem een geaccepteerd onderdeel van de dharma. Wel gaf hij de voorkeur aan het gezinshoofd.
Van de vroege voorstanders zijn geen teksten overgeleverd, maar uit de bovengenoemde teksten leidt Olivelle af dat deze voorstanders in ieder geval thuis moeten zijn geweest in de vedische teksten en mogelijk zelf een ascetische levensstijl volgden. Waar de tegenstanders gebruik maakten van de badha-strategie, maakten de voorstanders gebruik van de uit de mimamsa-school afkomstige vikalpa-argumentatie. Dit alles wijst erop dat het liberale brahmana's betrof.
Baudhayana noemt de asura Kapila als de stichter van het systeem, maar het is niet zeker dat dit dezelfde is als de mythische Kapila die de samkhya-school stichtte. Vooral in de Mahabharata worden deze in verband gebracht met wereldverzaking. De Mahabharata noemt zelf een brahmarsi als schepper van het systeem.
De vroege vorm van ashrama die hier beschreven wordt, wijkt af van wat later het klassieke systeem zou worden. Het betrof aanvankelijk geen opeenvolgende levensfases, maar aparte levensstijlen die daarna voor het leven golden.

Jonge kinderen zijn niet gebonden om dharma te volgen, hiervan was pas sprake na de initiatierite (upanayana) waarmee iemand tweemaal-geborene (dvija) wordt – mannelijke brahmana's, ksatriya's en vaisya's. Dat wil niet zeggen dat vrouwen en sudra's niet trouwden en nooit een ascetische levensstijl aannamen, maar dit viel buiten de theologie van het ashrama-systeem. Hierna volgde een tijdelijk leerlingschap dat Apastamba vidyartha noemt, wat geen ashrama was en onderscheiden moet worden van het permanente brahmacarya. Deze periode wordt afgesloten met de ceremonie van samavartana waar een ritueel bad (avabhrta) onderdeel van is. Hierna is iemand snataka (gebaad) en kan de keuze van ashrama worden gemaakt.

Nadat de keuze eenmaal gemaakt was, bleef iemand volgens het systeem in dezelfde ashrama. In de praktijk werd hier echter van afgeweken.

### Klassieke systeem
Het originele systeem kwam met de nodige moeilijkheden. Zo gold de keuze levenslang en moest deze al gemaakt worden na het tijdelijk leerlingschap. Daarnaast gold het theologische bezwaar dat Gautama en Baudhayana al naar voren hadden gebracht, namelijk dat alleen de grhastha de drievoudige schuld volledig in kon lossen. Ook botste het originele ashrama-systeem met het samskara-systeem, de rites die uitgevoerd worden tijdens belangrijke levensmomenten. Het samskara-systeem is een opeenvolging van rites die allemaal gevolgd moeten worden, iets wat niet mogelijk was bij de naast elkaar bestaande levensstijlen van het originele ashrama-systeem. Het systeem van totaliteit (samuccaya) van de samskara's ging daarmee in tegen het systeem van keuze (vikalpa) van de ashrama's. Vikalpa werd in toenemende mate als minst aantrekkelijke variant gezien, aangezien dit het gezag van de Veda's verzwakte door de acht fouten. In toenemende mate werd iedereen geacht de svadharma te volgen, de dharma die volgt uit de geboorte.

In de praktijk werd het systeem dan ook regelmatig niet gevolgd en werd wereldverzaking gekozen na een leven als gezinshoofd. Het belangrijkste aspect van wereldverzaking was daarbij het afzien van rituelen. Andere aspecten van een ascetische levensstijl, zoals het celibaat, bedelarij, dakloosheid en het verlaten van de familie, vielen daarbij in het niet.

Naast de religieuze aspecten, maakte deze vorm het mogelijk dat een zoon het bezit en de rol als gezinshoofd al voor het overlijden van zijn vader over kon nemen.
Het formaliseren van bestaande praktijken zou het klassieke systeem vormen, waarbij de oude bezwaren tegen het originele systeem argumenten werden voor het nieuwe systeem. Vikalpa werd daarbij vervangen door beperkte keuze, vyavasthitavikalpa of kortweg vyavastha. In werkelijkheid is hier geen sprake van keuze, maar werden de verschillende opties gekoppeld aan de vier delen of bhaga van het leven. Door het tijdelijk leerlingschap en brahmacarya samen te laten vallen en deze te laten volgen door de fase van het gezinshoofd, hadden deze twee fases al bestaande initiatierites. Zo begint de eerste ashrama dus met de upanayana en de tweede met het huwelijk (vivaha).
Het onderverdelen in verschillende fases sloot aan bij een oud systeem van voor de ashrama's zoals onder meer beschreven is in de Chandogya Upanishad, waarin het leven van een man wordt onderverdeeld in drie periodes van respectievelijk 24, 44 en 48 jaar. Ook in andere teksten is deze drievoudige onderverdeling terug te vinden, met wisselende tijdsduren. De vroege beschrijvingen van het klassieke ashrama-systeem lieten zich niet uit over exacte tijdsduren. Pas in de middeleeuwen werden preciezere tijdsduren gebruikt, waarbij een onderverdeling in fases van elk 25 jaar door velen werd gevolgd. Andere commentaren zagen deze onderverdeling niet als realistisch, gezien het onzekere verloop van het leven.
Aangezien er geen sprake meer is van verschillende levensstijlen, maar van levensfases, wordt in de klassieke beschrijvingen niet meer van paden gesproken, maar van een ladder. Deze ladder kan slechts in een richting beklommen worden, anulomya of in de richting van de haren, en niet andersom (pratilomya).
Het gegeven van de ashrama's zelf lag in deze tijd niet meer onder vuur, het werd nu als volledig brahmaans beschouwd, zelfs zo belangrijk dat gesproken werd over varnasramadharma, de dharma van varna en ashrama.
De vroegste beschrijving van het klassieke systeem is te vinden in de Manusmriti of Manava-Dharmasastra. Hierin is de volgorde nog niet zo rigide als deze later zou worden en kan bijvoorbeeld een gezinshoofd dat zijn gehele leven blijven. Ook uit literatuur als de Arthasastra, de Mahabharata en de Purana's blijkt dat het originele systeem niet volledig verdwenen was ten tijde van het klassieke systeem.

#### Formele verdeling
In de Ashrama-Upanishad (95-103) en de Vaikhanasa-Dharmasoetra (1.3-9) worden de vier ashrama's voor het eerst formeel ingedeeld met een onderverdeling in elk vier onderklasses:
- celibate leerling (brahmacarin)
  - gayatra, bestudeert na zijn vedische initiatie de gayatri-versen voor drie nachten, waarin hij zich onthoudt van zout
  - brahma, woont als student voor 48 jaar – 12 jaar per Veda – of voor zo lang als het duurt om de Veda beheersen
  - prajapatya, is gewijd aan zijn vrouw, benadert haar tijdens de juiste seizoen, en vermijdt de vrouwen van anderen
  - brhan, is een eeuwige student die bij zijn leraar blijft tot de dood
- het gezinshoofd (grhastha)
  - varttavrtti, houdt zich bezig met landbouw, veeteelt en handel, biedt honderdjarige offers en zoekt dus het zelf
  - salinavrtti, biedt offers maar leidt deze niet, studeert maar onderwijst niet, geeft maar ontvangt niet, biedt honderdjarige offers en zoekt dus het zelf
  - yayavara, biedt offers en leidt deze, studeert en onderwijst, geeft en ontvangt, biedt honderdjarige offers en zoekt dus het zelf
  - ghorasamnyasika, voert riten uit met gezuiverd water, leeft van dagelijks gesprokkeld aren, biedt honderdjarige offers en zoekt dus het zelf
- de woudkluizenaar (vanaprastha)
  - vaikhanasa, verzorgt het heilige vuur met behulp van planten en bomen die groeien op ongeploegd land buiten het dorp, voert de vijf grote offers uit en zoekt dus het zelf
  - audumbara, verzorgt de heilige vuren met vijgen, jujubes, wilde rijst en gierst opgehaald uit de richting waarin hij opstaat in de ochtend, voert de vijf grote offers uit en zoekt dus het zelf
  - valakhilya, heeft jata-haar, draagt vodden, huid of schors, gooit bloemen en vruchten op de volle maan van Karttika en volgt gedurende de resterende acht maanden een normaal leven, verzorgt de heilige vuren, voert de vijf grote offers uit en zoekt dus het zelf
  - phenapa, veinst krankzinnigheid, eet dorre bladeren en rotte vruchten, woont hier en daar, verzorgt de heilige vuren, voert de vijf grote offers uit en zoekt dus het zelf
- wereldverzaker (samnyasin)
  - kuticara, bedelt om voedsel uit de huizen van zijn zonen, en zoekt dus het zelf
  - bahudaka, draagt een driedelige wandelstok, een waterpot, een draagdoek, een schouderstuk, een waterfilter, een kom, schoenen en een zitje, draagt een sikha-haarlok, een offerkoord, een lendendoek en een okerkleurige kleed, bedelt om voedsel van deugdzame brahmaanhuishoudens, en zoekt dus het zelf
  - hamsa, draagt een enkele wandelstok, draagt een offerkoord, maar geen sikha, draagt een draagdoek en een waterpot, verblijft slechts één nacht in een dorp en vijf nachten in een stad of een heilige badplaats, voert boetedoeningen uit zoals de een- en tweedaagse vasten, de krcchra en het maanvasten, en zoekt dus het zelf
  - paramahamsa, draagt geen wandelstok, heeft een kaalgeschoren hoofd, draagt een lendendoek en een versteld kledingstuk, houdt zijn embleem en gedrag verborgen, hoewel geestelijk gezond, gedraagt zich als een gek, doet afstand van de driedelige wandelstok, de waterpot, de draagdoek, het schouderstuk, het waterfilter, de kom, de schoenen, het zitje, de sikha en het offerkoord, woont in verlaten huizen en tempels, is voorbij goed en kwaad en zelfs valsheid, verdraagt alles, is hetzelfde richting iedereen, beschouwt een kluit, een steen en goud als gelijk, bedelt zijn voedsel uit een van de vier varna's die hij toevallig tegenkomt, en verlost dus zichzelf

Andere werken geven echter andere indelingen, waarbij de theologische positie van invloed is op de rangorde. Zo stelt de Naradaparivrajaka (174-75) dat de avadhuta de hoogste vorm van wereldverzaking is, wat gebaseerd lijkt op de positie van de advaita-school dat het hoogst haalbare bestaat uit volledige onttrekking van activiteiten en regels, waarbij moksa al tijdens het leven bereikt wordt (jivanmukti). Daarmee zou iemand volgens Shankara voorbij de vier ashrama's zijn (atyasramin) en ook voorbij de vier varna's. Dat een wereldverzaker op deze manier buiten de ashrama's zou kunnen staan, werd een belangrijk punt van kritiek op de advaita-school, vooral vanuit de vishishtadvaita-school, vanwege het vermeende libertinisme. Daarbij speelde mee dat er volgens de vishishtadvaita-school slechts sprake kon zijn van moksa na de dood (videhamukti).

Een ander twistpunt was het bestaan van een vijfde ashrama, de ene voorbij de vierde, turiyatita.
In de polemische strijd tussen de verschillende sekten werden hoogste posities van rivalen in de eigen classificatie juist laag gezet. Zo zijn in de Sanatkumara Samhita – een tekst van het vaishnavisme – de hamsa en de parahamsa de laagste twee posities met daarboven de bhagavan en de prabhu.

#### Varna's
De Dharmasoetra's spreken er zich niet expliciet over uit, maar hier lijken slechts tweemaal-geborenen in aanmerking te komen (adhikara) voor de ashrama's, iets wat terugkomt in de Manava-Dharmashastra. 
De Vaikhanasa-Dharmasoetra is het eerste werk dat expliciet stelt welke varna in aanmerking komt voor welke ashrama. De brahmana's komen hier in aanmerking voor alle vier ashrama's, kshatriya's voor de eerste drie en vaishya's voor de eerste twee. Met de uitsluiting van sudra's zijn de ashrama's ook hier dus slechts van toepassing op tweemaal-geborenen.
In de middeleeuwse literatuur wordt dit verder uitgewerkt, maar wordt er wel afgeweken van het eerdere model. De Kurma Purana (1.2.39) legt een verband met de Purusha Sukta uit de Rigveda waarin het ontstaan van de vier varnas uit het lichaam van Purusa wordt beschreven. Volgens de Kurma Purana werden daarna de ashrama's geschapen. De Bhagavata Purana (11.17.13-15) werkt dit verder uit.
In de Vamana Purana zijn de sudra's wel opgenomen in het systeem en hebben zij toegang tot de ashrama van het gezinshoofd. De vaishya's hebben daarnaast toegang tot de ashrama van woudkluizenaar. De kshatriya's hebben daarboven ook toegang tot de ashrama van leerling, terwijl de brahmana's toe kunnen treden tot alle ashrama's.

#### Vrouwen
De positie van de vrouw was in dit theologische raamwerk volledig ondergeschikt aan dat van de man, iets wat verslechterde gedurende de middeleeuwen.  In de dharmasoetra van Harita mochten vrouwen nog de Veda's bestuderen. In de middeleeuwen werd dit echter afgedaan als slechts van toepassing zijnde in een eerder tijdperk (yuga).
Buiten deze normatieve teksten zijn er echter ook descriptieve teksten waaruit blijkt dat vrouwen wel degelijk vanaprastha en samnyasini werden.

## Middeleeuwen
Het klassieke systeem komt in bijna geen enkel werk in volledig pure vorm voor en het ashrama-systeem bleef dan ook in ontwikkeling. Het opheffen van de derde ashrama was een van deze veranderingen. Dat er op de fase van het gezinshoofd twee ascetische fases volgden, lijkt in toenemende mate als te veel te zijn ervaren. Zo wordt in de Yajnavalkya Upanishad al gesteld dat iemand niet alleen na de fase van woudkluizenaar, maar ook al na de fase van gezinshoofd wereldverzaker mag worden. De behoefte om een ascetische levenswijze te volgen bleef sterk aanwezig en het lijkt erop dat voor conservatieve brahmana's de prioriteit was dat de fase van gezinshoofd daarbij niet werd overgeslagen.
Deze brahmana's stelden zich daarbij te weer tegen de voorstanders van ascese die in verschillende Samnyasa Upanishads stellen dat iemand op elk moment wereldverzaker kan worden. Deze uitzondering wordt alleen gemaakt voor hen die onthecht (vairagya) zijn. Vijnanesvara stelde in Mitaksara dat de drievoudige schuld niet van toepassing is op hen die niet getrouwd zijn.
De grootste weerstand tegen de ascetische levensfases kwam vanuit de mimamsa-school, de school die een terugkeer naar de vroege Veda's met zijn rituelen voorstond. Die levenswijzes werden juist sterk verdedigd in de Vedantasoetra's, een van de grondslagen van de vedanta-school.
In ieder geval vanaf het begin van de jaartelling begon het bestaan van opeenvolgende tijdperken, de yuga's, een rol te spelen. Elk tijdperk kende zijn eigen yugadharma en ook de ashrama's waren afhankelijk van de yuga. Volgens de Manusmriti was er in de satya yuga, het eerste en meest perfecte tijdperk, nog geen onderscheid tussen de mensen en er was dan ook maar een varna en een ashrama. Aan het begin van het tweede tijdperk, treta yuga, worden dan de vier varna's en ashrama's geschapen. In het vierde tijdperk, kali yuga, stellen enkele werken dat niet alle varna's nog aanwezig zijn. Zo zouden er geen echte kshatriya's meer zijn. Andere werken stellen dat er nog slechts sudra's zijn. Zaken die eerder geoorloofd waren, maar in de kali yuga niet meer worden aangeduid als kalivarjya. Daaronder valt de ashrama van woudkluizenaar. Ook wereldverzaking wordt daarbij wel genoemd.
Hoewel het instituut ashrama tijdens de middeleeuwen dus een belangrijk onderdeel was van de Indische samenleving, was het geenszins zonder discussie.